# Kalcerrytus limoncocha
Kalcerrytus limoncocha là một loài nhện trong họ Salticidae.
Loài này thuộc chi Kalcerrytus. Kalcerrytus limoncocha được María Elena Galiano miêu tả năm 2000.